# 宣和站
宣和站是位于宁夏回族自治区中卫市沙坡头区宣和镇的一个铁路车站，邮政编码751706。车站建于1995年，有宝中铁路经过该站，现办理客货运业务，车站及其上下行区间均已电气化。车站距离宝鸡站485公里，隶属兰州铁路局，是四等站。

## 邻近车站
1. ↑  铁道部电子计算技术中心, 铁道部运输局. . 北京: 中国铁道出版社. 1998: 93. ISBN 9787113030995.